# John J. Lentz

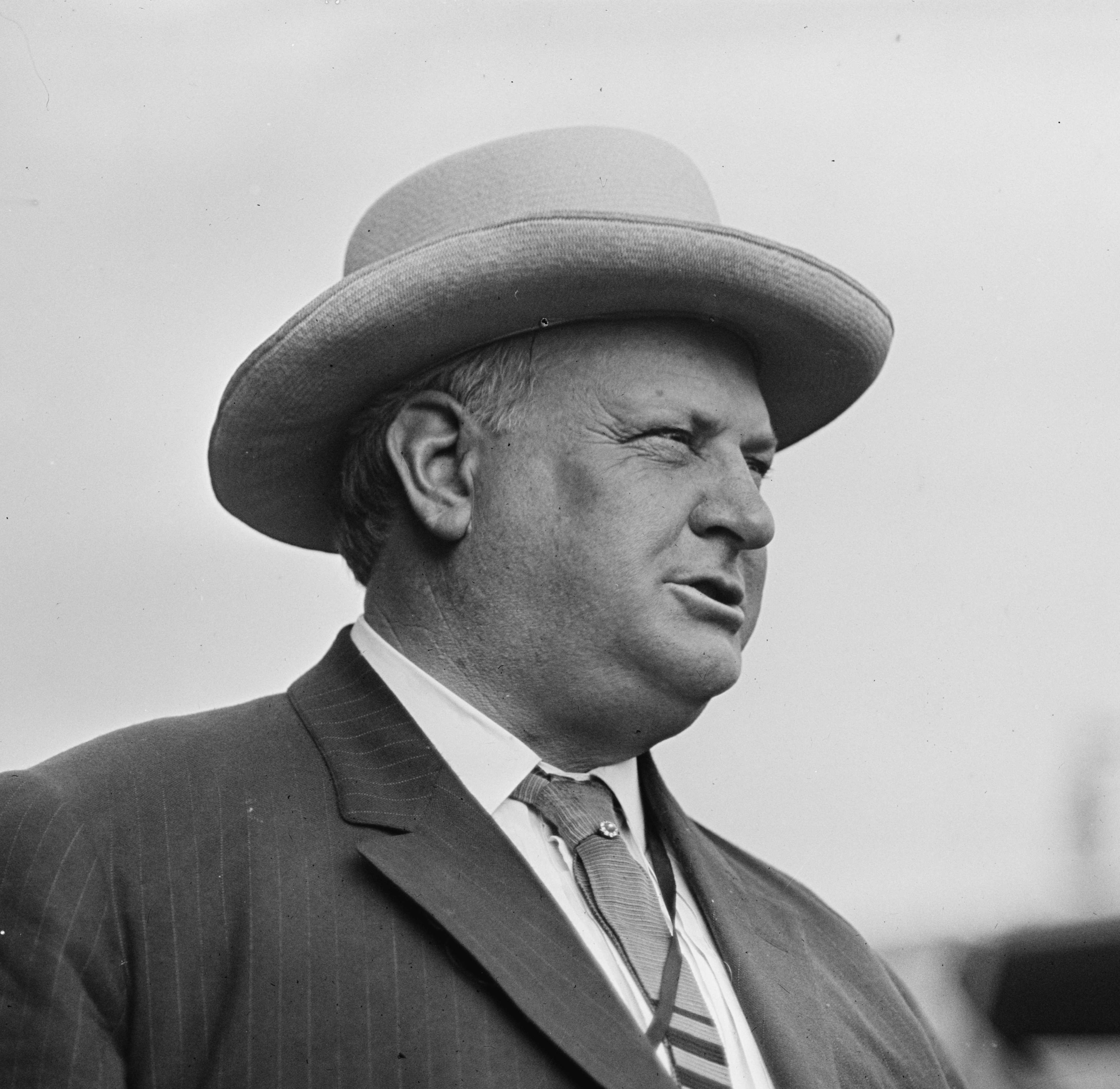
John J. Lentz (1912)

John Jacob Lentz (* 27. Januar 1856 bei St. Clairsville, Ohio; † 27. Juli 1931 in Columbus, Ohio) war ein US-amerikanischer Politiker. Zwischen 1897 und 1901 vertrat er den Bundesstaat Ohio im US-Repräsentantenhaus.

## Werdegang
John Lentz besuchte die öffentlichen Schulen seiner Heimat und die St. Clairsville High School. Danach unterrichtete er vier Jahre lang selbst als Lehrer. Im Jahr 1877 absolvierte er die National Normal University in Lebanon. Daran schloss sich bis 1878 ein Studium an der University of Wooster an. Bis 1882 setzte er sein Studium an der University of Michigan in Ann Arbor fort. Nach einem anschließenden Jurastudium an der Columbia University in New York City und seiner 1883 erfolgten Zulassung als Rechtsanwalt begann er in diesem Beruf zu arbeiten. Im Jahr 1894 gründete er die American Insurance Union, deren Präsident er bis zu seinem Tod war. Außerdem fungierte er als Kurator der Ohio University in Athens.
Politisch wurde Lentz Mitglied der Demokratischen Partei. Bei den Kongresswahlen des Jahres 1896 wurde er im zwölften Wahlbezirk von Ohio in das US-Repräsentantenhaus in Washington, D.C. gewählt, wo er am 4. März 1897 die Nachfolge des Republikaners David K. Watson antrat. Nach einer Wiederwahl konnte er bis zum 3. März 1901 zwei Legislaturperioden im Kongress absolvieren. In diese Zeit fiel der Spanisch-Amerikanische Krieg von 1898. Im Jahr 1900 wurde er nicht wiedergewählt.
Im Juli 1908 nahm Lentz als Delegierter an der Democratic National Convention in Denver teil. In den folgenden Jahren machte er in verschiedenen Bundesstaaten Werbung für die Ratifizierung des 18. und des 19. Verfassungszusatzes. Bis 1915 praktizierte er noch als Anwalt; danach war er in der Versicherungsbranche tätig. Er starb am 27. Juli 1931 in Columbus, wo er auch beigesetzt wurde.